# Mary Higgins Clark
Mary Higgins Clark (24. prosince 1927 New York – 31. ledna 2020 Naples, Florida) byla americká spisovatelka irského původu, autorka detektivních románů. Její kniha „Kam se poděly děti“ je podle Mystery Writers of America zařazena mezi 100 nejlepších detektivních románů všech dob. Spisovatelkou je také její dcera Carol Higgins Clark – některé knihy napsaly společně. Řada jejich knih byla zfilmována.

## Život a dílo
Narodila se na Štědrý den roku 1927. Její otec byl irský přistěhovalec a její matka Američanka irského původu. Před svatbou pracovala jako sekretářka nebo letuška Pan American Airlines, zúčastnila se i posledního letu této společnosti do Československa před uzavřením železné opony. Dne 26. prosince 1949 se provdala za Warrena Clarka. V manželství se jim narodilo pět dětí. Po svatbě začala psát povídky, její první příběh koupil časopis Extension Magazine (za 100 dolarů) až po šesti letech a čtyřiceti odmítnutích. Po smrti svého manžela v roce 1964 začala studovat filozofii a přivydělávala si psaním rozhlasových scénářů. V roce 1968 vydala první román „Aspire to the Heavens“, který byl životopisem George Washingtona, v roce 1975 první detektivku „Where Are the Children?“ (v češtině kniha vyšla v nakladatelství Alpress v roce 2004 pod názvem „Kam se poděly děti“) a v následujících letech řadu dalších detektivních románů. V roce 1987 se stala prezidentkou Americké asociace detektivních autorů (Mystery Writers of America) a mnoho let zasedala v jejím předsednictvu. V roce 2002 vydala svou autobiografii „Kitchen Privileges“, napsala také knihu pro děti „The Magical Christmas Horse“ (vyšla roku 2011). Její knihy byly bestsellery, získaly řadu ocenění a byly přeloženy do mnoha jazyků. Zemřela na Floridě v 92 letech v roce 2020.